# Lawrence Roberts (baloncestista)
Lawrence Edward Roberts (Houston, Texas, 20 de octubre de 1982) es un exjugador de baloncesto estadounidense, que fue profesional durante diez temporadas. Mide 2,06 metros y jugaba de alero.

## Trayectoria deportiva

### Instituto
Roberts jugó para la Escuela Secundaria Lamar en Houston por dos años.

### Universidad
Roberts inicialmente asistió a la Universidad de Baylor, pero fue transferido en 2003 a la Universidad de Mississippi St. después del escándalo acaecido en aquella universidad. Fue elegido Mejor Baloncestista Masculino del Año de la Southeastern Conference en 2004, liderando a su universidad y colocándola por primera vez en el Top-10 de la NCAA, tras promediar 16,9 puntos y 10,1 rebotes, estadísticas que prácticamente repetiría al año siguiente.

### Profesional
A pesar de sus buenas cifras, no fue elegido en el Draft de la NBA de 2005 hasta el puesto 25 de la segunda ronda (55 en total), por los Seattle Supersonics, que inmediatamente lo traspasaron a los Memphis Grizzlies. en su primera temporada como profesional, su presencia fue testimonial, jugando menos de 6 minutos por partido, y promediando 1,5 puntos y 1,5 rebotes por partido. En la temporada 2006/07 contó con más minutos de juego, subiendo sus números hasta los 5,2 puntos y 4,8 rebotes por partido.
En julio de 2007 fichó por el Olympiacos BC de Grecia.
[actualizar]

## Estadísticas de su carrera en la NBA

### Temporada regular
| Año     | Equipo  | PJ | PT | MPP  | %TC  | %3P  | %TL  | RPP | APP | ROB | TPP | PPP |
| ------- | ------- | -- | -- | ---- | ---- | ---- | ---- | --- | --- | --- | --- | --- |
| 2005–06 | Memphis | 33 | 0  | 5.5  | .455 | .000 | .478 | 1.5 | .2  | .2  | .1  | 1.5 |
| 2006–07 | Memphis | 54 | 18 | 17.9 | .452 | .000 | .725 | 4.8 | .6  | .7  | .2  | 5.2 |
| Total   | Total   | 87 | 18 | 13.2 | .452 | .000 | .688 | 3.6 | .4  | .5  | .2  | 3.8 |